# FN SCAR
El SCAR, acrónimo de Special Forces Combat Assault Rifle (en español: «Fusil de Asalto para Fuerzas Especiales»), es un fusil modular diseñado y fabricado por la compañía de armamento Fabrique Nationale de Herstal (FN) para el Mando de Operaciones Especiales de los Estados Unidos (SOCOM), cumpliendo así con los requerimientos de la competición SCAR. Esta familia de fusiles comprende dos versiones distintas, el SCAR L / Mk16 Mod0 (Light; ligero) de calibre 5,56 mm y el SCAR H / Mk17 Mod0 (Heavy; pesado) de calibre 7,62 mm. Ambas se encuentran disponibles en variantes con cañón largo y corto para el combate a corta distancia. El FN SCAR se produjo en cantidad reducida para realizar pruebas en junio de 2007 y fue programado para uso limitado a finales del mismo año.

## Resumen
El SCAR se fabrica en dos versiones principales; el SCAR-L ("Ligero") y SCAR-H ("Pesado"). El SCAR-L dispara 5,56 × 45 mm NATO , alimentado desde cargadores STANAG ( M16 ). El SCAR-H dispara la OTAN de 7,62 × 51 mm más potente desde cargadores patentados de 20 rondas. Hay disponibles cañones de diferentes longitudes para batallas cuerpo a cuerpo y para enfrentamientos de mayor alcance. La solicitud inicial indicó que el SCAR-H también podría colocarse en un cartucho Kalashnikov M43 de 7,62 × 39 mm y un cartucho Remington SPC de 6,8 × 43 mm. Sin embargo, FN no los ofrece actualmente y es probable que hayan sido cancelados.
El Mk 16 estaba destinado a reemplazar el M4A1 , el Mk 18 CQBR y el Mk 12 SPR actualmente en servicio SOCOM , antes de que SOCOM decidiera cancelar el pedido del Mk 16 Mod 0 (ver más abajo). El Mk 17 reemplazará a los rifles de francotirador M14 y Mk 11 . Sin embargo, el arma solo complementará otras armas mientras que la emisión queda a decisión del operador.
El rifle de apoyo de francotirador (SSR) semiautomático solo Mk 20 Mod 0 se basa en el SCAR-H. Incluye un receptor más largo, una extensión de cañón reforzada y un perfil de cañón para reducir el látigo y mejorar la precisión, y un gatillo modular mejorado que se puede configurar para una operación de una o dos etapas junto con uno plegable o no plegable. Stock de precisión. 
El SCAR tiene dos receptores: el inferior está hecho de polímero y el superior es de una sola pieza y está fabricado en aluminio.  El SCAR cuenta con un riel Picatinny integral e ininterrumpido en la parte superior del receptor de aluminio, dos rieles laterales extraíbles y uno inferior que puede montar cualquier accesorio compatible con MIL-STD-1913. El receptor inferior está diseñado con una empuñadura de pistola compatible con M16 , un compartimiento del cargador ensanchado y un área elevada alrededor del cargador y los botones de liberación del cerrojo. La mira frontal se gira hacia abajo para un uso sin obstáculos de la óptica y los accesorios. El rifle utiliza un tipo de sistema de gas cerrado de 'empujador' muy parecido a la carabina M1, mientras que el portador del cerrojo se parece al Stoner 63 Heckler y Koch G36.
El SCAR se fabrica en la planta de FN Manufacturing, LLC en Columbia, Carolina del Sur, Estados Unidos. Desde 2008, FN Herstal ha estado ofreciendo versiones semiautomáticas de los rifles SCAR para uso comercial y policial. Estos se denominan 16S (ligero) y 17S (pesado), y se fabrican en Herstal, Bélgica e importados por la filial estadounidense de FN Herstal, FN America de Fredericksburg, Virginia .  FN America modifica ligeramente los rifles (suministrando un cargador fabricado en EE. UU y mecanizando bien un pasador en el cargador) para que cumplan con el código de EE. UU. antes de venderlos.
El rifle de precisión FN SCAR 20S con cámara en 7,62 × 51 mm OTAN se introdujo en 2019. Es una versión civil semiautomática del FN Mk 20 SSR. En 2020, se anunció la variante FN SCAR 20S 6.5CM con cámara en 6.5 mm Creedmoor. Esta recámara ha sido seleccionada por USSOCOM para uso a largo plazo.

## Módulo de lanzamiento de granadas mejorado

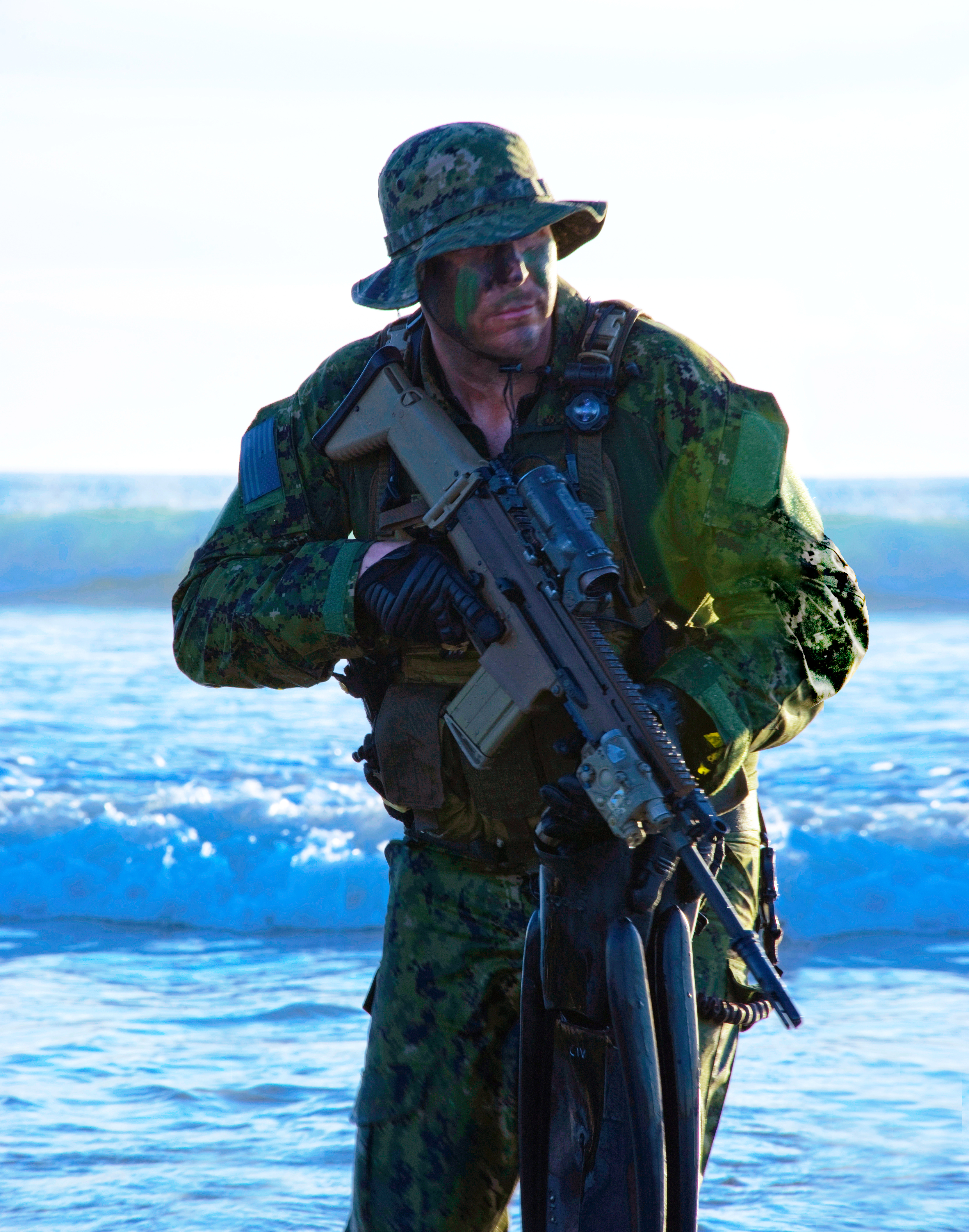

Introducido en 2004 como una adición, el módulo de lanzamiento de granadas mejorado  (EGLM), oficialmente conocido como FN40GL , o Mk 13 Mod 0 , es un lanzagranadas de 40 mm basado en el 'GL1' diseñado para el F2000 . El FN40GL se comercializa en un modelo L (ligero) y H (pesado) , para adaptarse a la variante SCAR adecuada.  El sistema EGLM cuenta con un gatillo de doble acción y una cámara abatible. Estos ofrecen dos ventajas sobre el M203sistema, el primero es que no es necesario volver a amartillar el lanzador si la granada no dispara, y el segundo es que se pueden usar granadas más largas. Al igual que el M203, el FN40GL utiliza el mismo sistema de propulsión alto-bajo.
El FN40GL se considera un lanzagranadas de tercera generación, lo que significa que es multifuncional: se puede usar montado en el rifle o como un sistema independiente; se fabrica utilizando una serie de materiales como aluminio, compuestos y polímeros; la recámara se abre hacia un lado para el uso de rondas más largas de 40 mm, incluidas las menos que letales; y se monta en el riel inferior para accesorios en lugar de requerir hardware de montaje especializado. El FN40GL está conectado a rifles SCAR en el riel inferior con un adaptador de gatillo y dos palancas de sujeción de bloqueo en el lanzador, lo que limita la capacidad de integrarse con otros rifles. La longitud del cañón es de 240 mm (9,6 pulgadas) y es único porque es el único sistema en el que el cañón puede girar hacia la izquierda o hacia la derecha para cargar, mientras que otros lanzadores de retrocarga pivotan específicamente hacia un lado. Esto realza su ambidestreza, facilitando que un operador zurdo cargue bajo fuego. El conjunto de culata independiente tiene el FN40GL montado en el riel inferior como con el rifle, pero aún tiene posiciones de riel de las 3 en punto, las 6 en punto y las 9 en punto para otros accesorios. Esto es principalmente durante usos no letales para otras adiciones montadas comoLuces LED y deslumbrantes láser . El gatillo se coloca más bajo de lo normal para operar con el dedo medio del usuario mientras mantiene el dedo del gatillo libre para usar el rifle. El gatillo de doble acción es largo y pesado para evitar disparar una bala de forma fácil e involuntaria bajo tensión.  Puede disparar la munición guiada Pike de 40 mm.

## FNAC

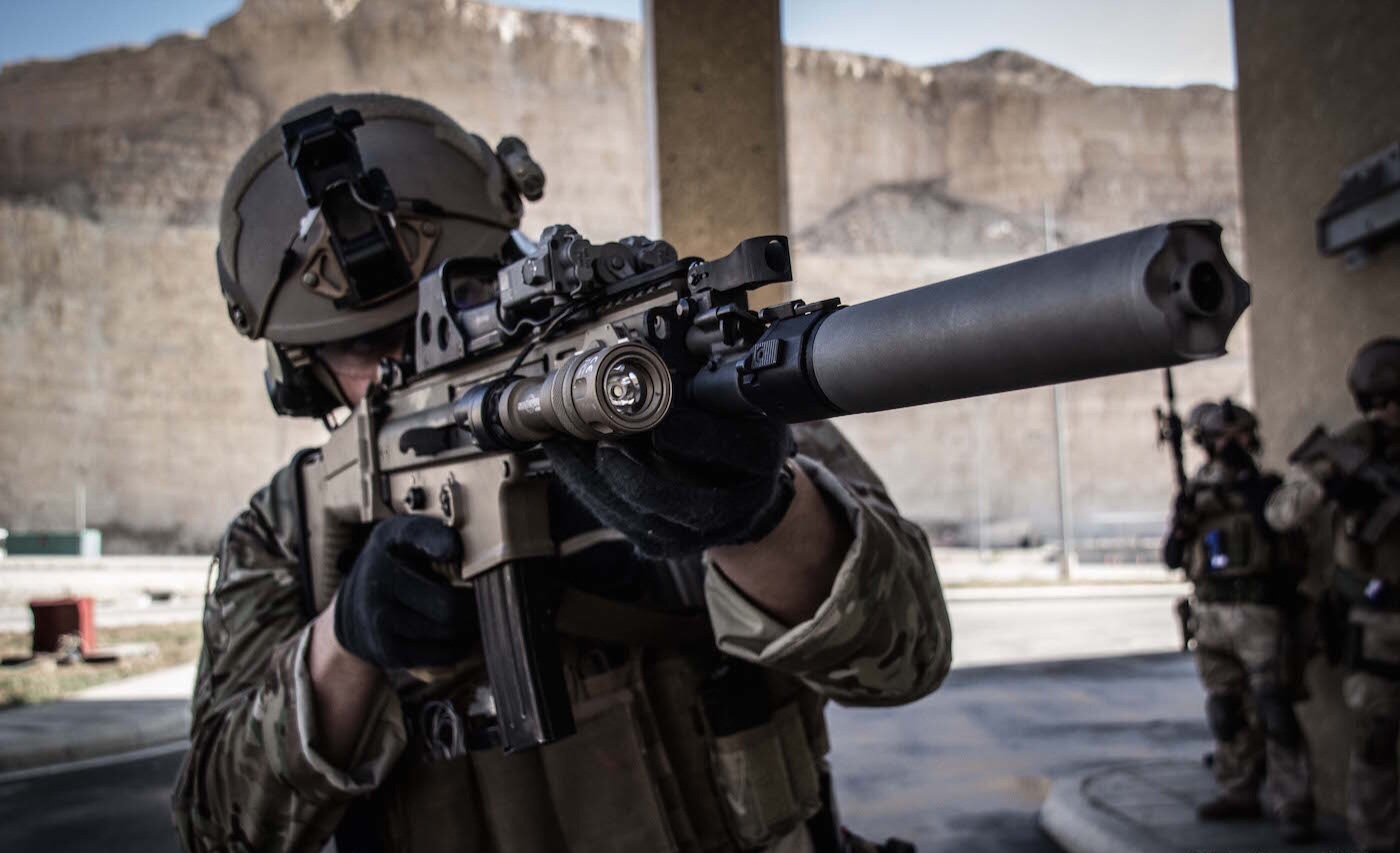

En julio de 2007, el Ejército de los Estados Unidos anunció una competencia limitada entre la carabina M4, FN SCAR, HK416 y la HK XM8 previamente archivada. Participaron diez ejemplos de cada uno de los cuatro competidores. Durante las pruebas, se dispararon 6.000 rondas cada una desde cada una de las carabinas en un "ambiente de polvo extremo". El propósito del desempate era evaluar las necesidades futuras, no seleccionar un reemplazo para el M4. 
Durante la prueba, el SCAR sufrió 226 paros. Dado que un porcentaje de las paradas de cada arma fueron causadas por fallas en los cargadores, el FN SCAR, XM8 y HK416 se desempeñaron estadísticamente de manera similar.  El FN SCAR ocupó el segundo lugar después del XM8 con 127 paros, pero con menos paros en comparación con el M4 con 882 paros y el HK416 con 233. Esta prueba se basó en dos evaluaciones de sistemas anteriores que se llevaron a cabo utilizando la carabina M4 y el M16 rifle en Aberdeen Proving Grounden 2006 y el verano de 2007 antes de la tercera competencia limitada en el otoño de 2007. La prueba de 2006 se centró solo en el M4 y M16. La prueba de verano de 2007 solo tuvo el M4 pero aumentó la lubricación. Los resultados de la segunda prueba dieron como resultado un total de 307 paradas para el M4 después de que se aumentó la lubricación, pero no explicaron por qué el M4 sufrió 882 paradas con el mismo nivel de lubricación en la tercera prueba. 
El SCAR fue una de las armas que se mostró a los oficiales del Ejército de los EE. UU durante un Día de la Industria por invitación el 13 de noviembre de 2008. El objetivo del Día de la Industria fue revisar la tecnología actual de las carabinas para cualquier situación antes de redactar los requisitos formales para un reemplazo futuro para el Carabina M4. 
El SCAR fue una de las armas que compitieron en la competencia de Carabina Individual que tenía como objetivo encontrar un reemplazo para la carabina M4. Se presentó una variante del SCAR en la competencia, conocida como FNAC ( FN Advanced Carbine). El arma es similar al SCAR Mk16 Mod 0 pero con modificaciones que incluyen una reducción de peso de 140 g (0,3 lb) que da como resultado un peso cargado de 3,61 kg (7,95 lb), una orejeta de bayoneta para una bayoneta M9 (lo que hace el Mk 16 no tiene), una mira de hierro frontal plegable montada en riel en lugar de la vista montada en bloque de gas, y una manija de carga no recíproca. La competencia se canceló antes de que se eligiera un ganador. 

## HAMR IAR

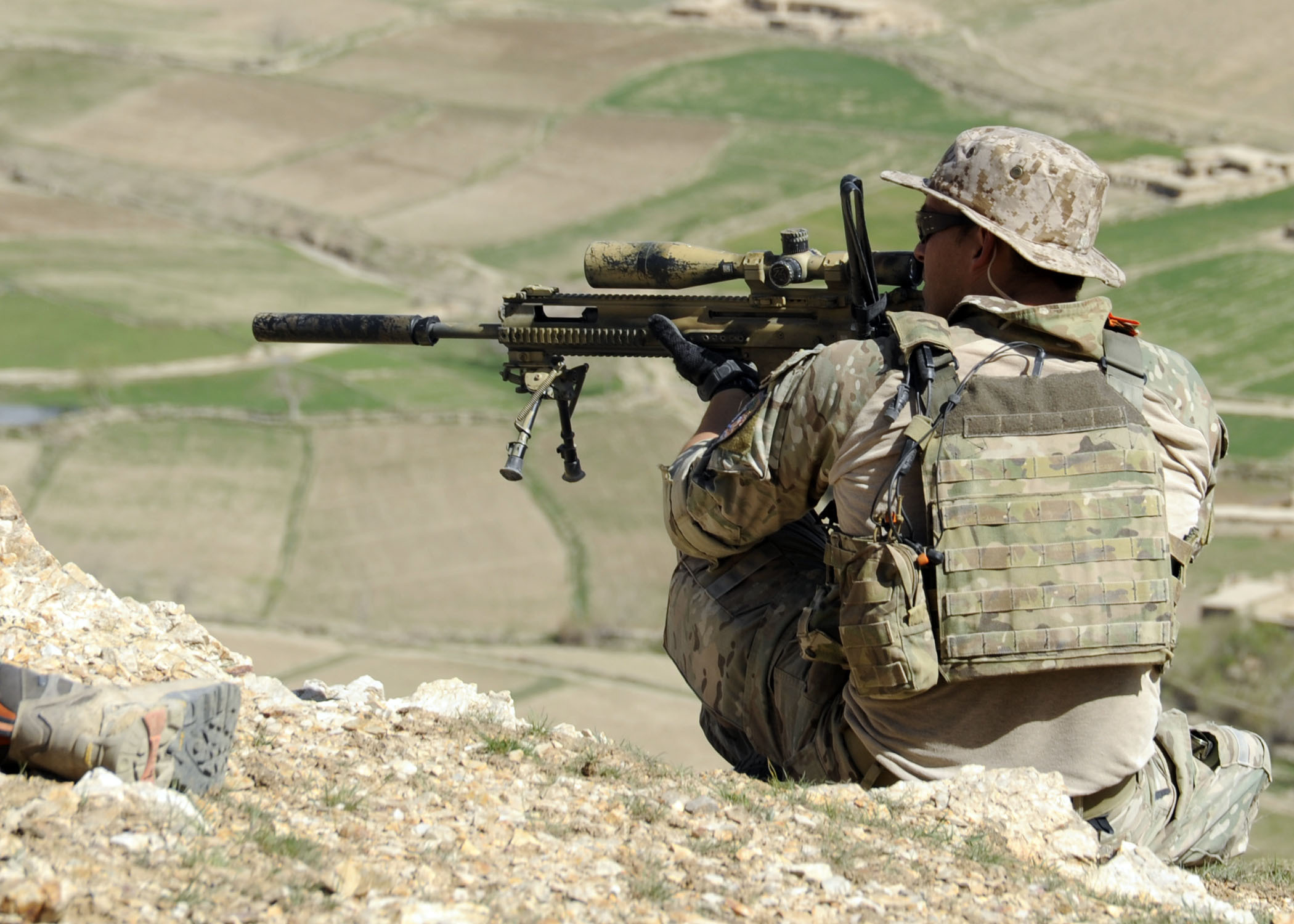

En 2008, una variante del FN SCAR, el Rifle Modular Adaptable al Calor ( HAMR), fue uno de los cuatro rifles finalistas de la competencia Rifle Automático de Infantería (IAR). El IAR era un requisito del Cuerpo de Marines de los Estados Unidos para un rifle automático liviano para uso de rifle automático de escuadrón.  La entrada FN era diferente de las versiones SCAR existentes en que combinaba la operación de cerrojo cerrado (disparos desde el cerrojo hacia adelante / cartucho con cámara) con cerrojo abierto operación (dispara desde el cerrojo a la parte trasera, sin cartucho en la recámara), cambiando automáticamente de cerrojo cerrado a abierto a medida que el cañón del arma se calienta durante el disparo. Ha habido armas de fuego anteriores con operación mixta de cerrojo abierto/cerrado, pero el interruptor de modo de operación automático basado en la temperatura es una innovación. Se esperaba que la competencia IAR diera como resultado la adquisición de la Infantería de Marina de hasta 6.500 rifles automáticos durante cinco años,  pero finalmente la variante SCAR se pasó por alto en favor del rifle Heckler y Koch HK416, posteriormente designado como el M27. . 

## Adopción

### Aceptación del FN SCAR en el ejército de EE. UU.
El SCAR fue seleccionado en 2004 del Programa de Rifles de Asalto de Combate de las Fuerzas de Operaciones Especiales (SOF). Los Mk 16, Mk 17 y Mk 13 fueron designados oficialmente como operacionalmente efectivos (OE), operacionalmente adecuados (OS) y sostenibles como resultado de una Evaluación de usuarios de campo de 5 semanas realizada por las fuerzas operativas de la SOCOM a fines de 2008. Estos SCAR las variantes comenzaron a presentarse en abril de 2009.  El 4 de mayo de 2010, un comunicado de prensa en el sitio web oficial de FN America anunció que el Memorando de Decisión de Adquisición de SCAR se finalizó el 14 de abril de 2010, moviendo el programa SCAR a la fase Milestone C. Esta fue una aprobación para toda la familia de armas del SCAR-L, SCAR-H y el módulo lanzagranadas mejorado. 
El Mk 16 tiene una velocidad de disparo de 625 disparos por minuto  y el Mk 17 tiene una velocidad de disparo de 600 disparos por minuto. Esto se hizo para mejorar el control durante el fuego completamente automático.
A fines de octubre de 2010, la SOCOM aprobó la producción a plena velocidad de la variante de francotirador Mk 20 del SCAR, y el despliegue comenzará a mediados de mayo de 2011.

### Cancelación de la adquisición del Mk 16

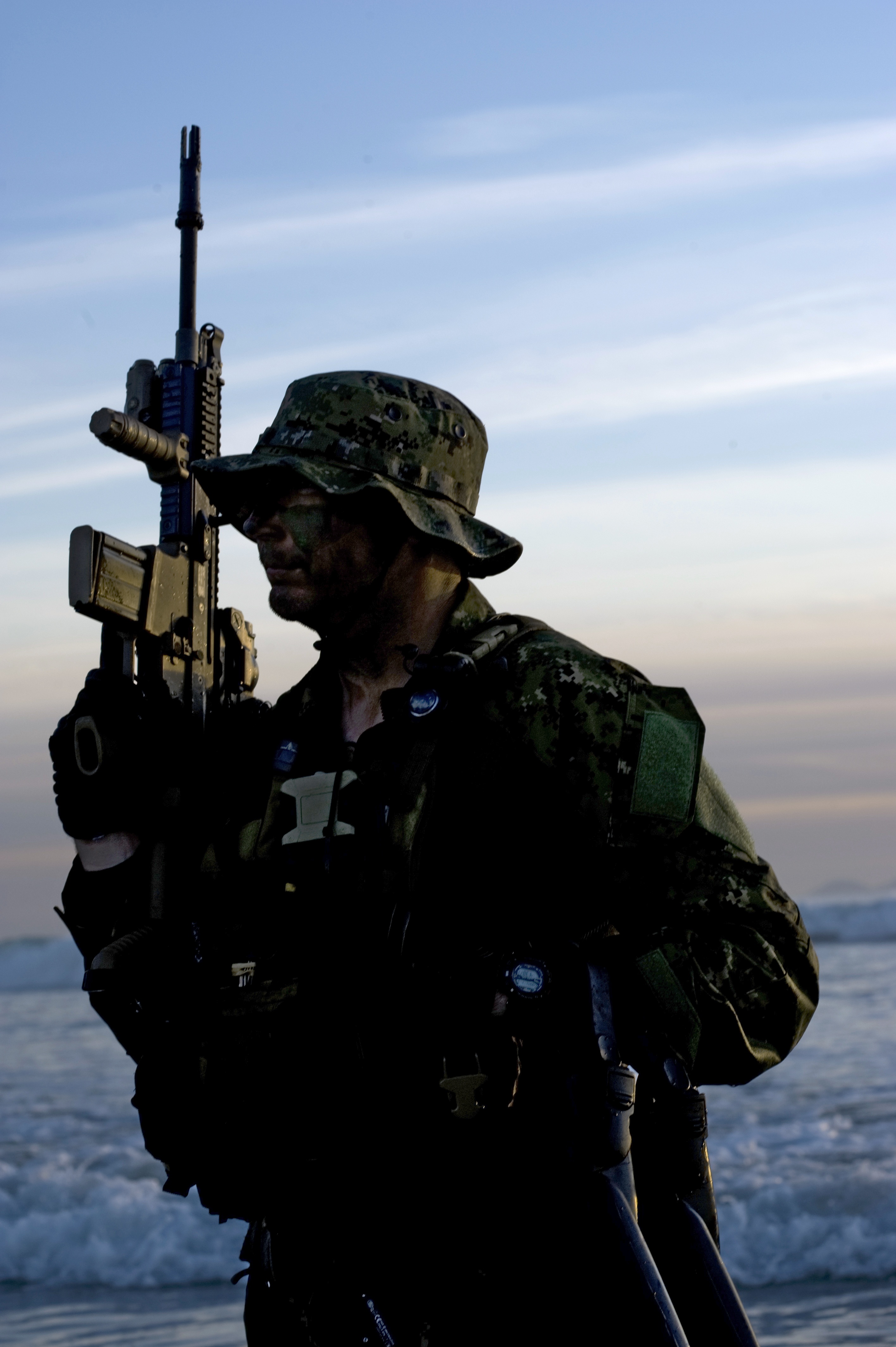

El 25 de junio de 2010, SOCOM anunció que cancelaría la adquisición del Mk 16, citando fondos limitados y una falta de diferencia de rendimiento suficiente en comparación con otros rifles de 5,56 mm para justificar la compra. Los fondos restantes se gastarían en el SCAR-H y la variante de francotirador Mk 20. En ese momento, SOCOM había comprado 850 Mk 16 y 750 Mk 17.  SOCOM hizo que los operadores entregaran sus Mk 16 y no los mantiene en el inventario, pero comenzó a desarrollar un kit de conversión para el Mk 17 para que sea capaz de disparar rondas de 5,56 mm. 
"FN America cree que el problema no es si el SCAR, y específicamente la variante Mk 16 [contratada originalmente], es el sistema de armas superior disponible en la actualidad ... ya se ha demostrado que es solo eso ... recientemente pasó Milestone C y se ha determinado que es operativamente eficaz / operativamente adecuado (OE / OS) para el campo. La cuestión es si el requisito de un reemplazo de 5,56 mm supera o no a los muchos otros requisitos que compiten por el presupuesto limitado de los clientes. Esa es una pregunta que solo se resolverá determinado por el cliente ". Sin embargo, FN Herstal había refutado que el Mk 16 se eliminaría del inventario y declaró que la variante de 5,56 mm será retenida por SOCOM, y que "La elección entre el calibre de 5,56 mm y el de 7,62 mm se dejará a discreción de cada uno. componente constitutivo del Comando Conjunto de USSOCOM (por ejemplo, SEAL, Rangers, Fuerzas Especiales del Ejército, MARSOC , AFSOC) dependiendo de sus misiones específicas en el campo de batalla actual ". 
La afirmación de FN America contradecía el anuncio oficial de SOCOM y no revocó su decisión. SOCOM decidió adquirir el rifle Mk 17 de 7,62 mm, el lanzagranadas Mk 13 de 40 mm y las variantes del rifle de apoyo de francotirador Mk 20 de 7,62 mm del rifle de asalto de combate de las Fuerzas de Operaciones Especiales (SCAR) fabricado por FN. SOCOM no compraría el Mk 16 de 5,56 mm. En ese momento, los comandos del componente de servicio individual dentro de SOCOM (Comando de Operaciones Especiales del Ejército, Comando de Guerra Especial Naval, Comando de Operaciones Especiales de la Fuerza Aérea y Comando de Operaciones Especiales de las Fuerzas de la Infantería de Marina) todavía lo harían o no lo harían compre el SCAR Mk 16 de 5,56 mm para algunas o todas sus respectivas unidades subordinadas, incluso si el Comando de Operaciones Especiales de EE. UU. en general opta por no hacerlo. 
SOCOM comenzó a eliminar el Mk 16 de su inventario a fines de 2011, y a la mayoría de las unidades se les retiró el rifle del servicio después de 2013. Para mantener el SCAR como un arma de pequeño calibre, están adquiriendo kits de conversión para el rifle de batalla Mk 17 para que dispare rondas de 5,56 × 45 mm.  La solicitud previa para el programa SCAR originalmente requería un rifle que pudiera adaptarse para disparar calibres múltiples, incluidos 5,56 mm, 7,62 × 51 mm y 7,62 × 39 mm.. Cuando se finalizaron los requisitos, se tomó la decisión de separar las armas de 5,56 × 45 mm y 7,62 × 51 mm porque la conversión del rifle de calibre medio para disparar balas de calibre pequeño creó un rifle de asalto más pesado que la carabina M4. Después del campo, los operadores revocaron la decisión anterior y pidieron un SCAR que pudiera cambiar los calibres. Se eligió el Mk 17 para reducirlo porque tenía un receptor más grande para la ronda de 7,62 × 51 mm, por lo que el Mk 16 de 5,56 mm no se podía escalar a la cámara de la ronda más grande. El kit de conversión de 5,56 mm se finalizó a finales de 2010 y los pedidos comenzaron a mediados de 2011. 
El 9 de diciembre de 2011, la División de Grúas del Centro de Guerra Naval de Superficie emitió un aviso de adquisición de cantidad indefinida / entrega indefinida de 5 años de fuente única para el Mk 16 Mod 0 (SCAR-L), Mk 17 Mod 0 (SCAR-H), Mk 20 Mod 0 (SSR) y Mk 13 Mod 0 (40 mm EGLM) de FN para mantener los niveles de inventario.  fuerzas de operaciones especiales de la Armada adquieren sus armas de fuego a través de SOCOM y desplegaron el MK 16 más que cualquier otra unidad. 
El Mk 17 es ahora de uso generalizado por las fuerzas SOF de los Estados Unidos en Afganistán, donde su peso relativamente ligero, precisión y poder de frenado han demostrado su valía en el campo de batalla.

## Características

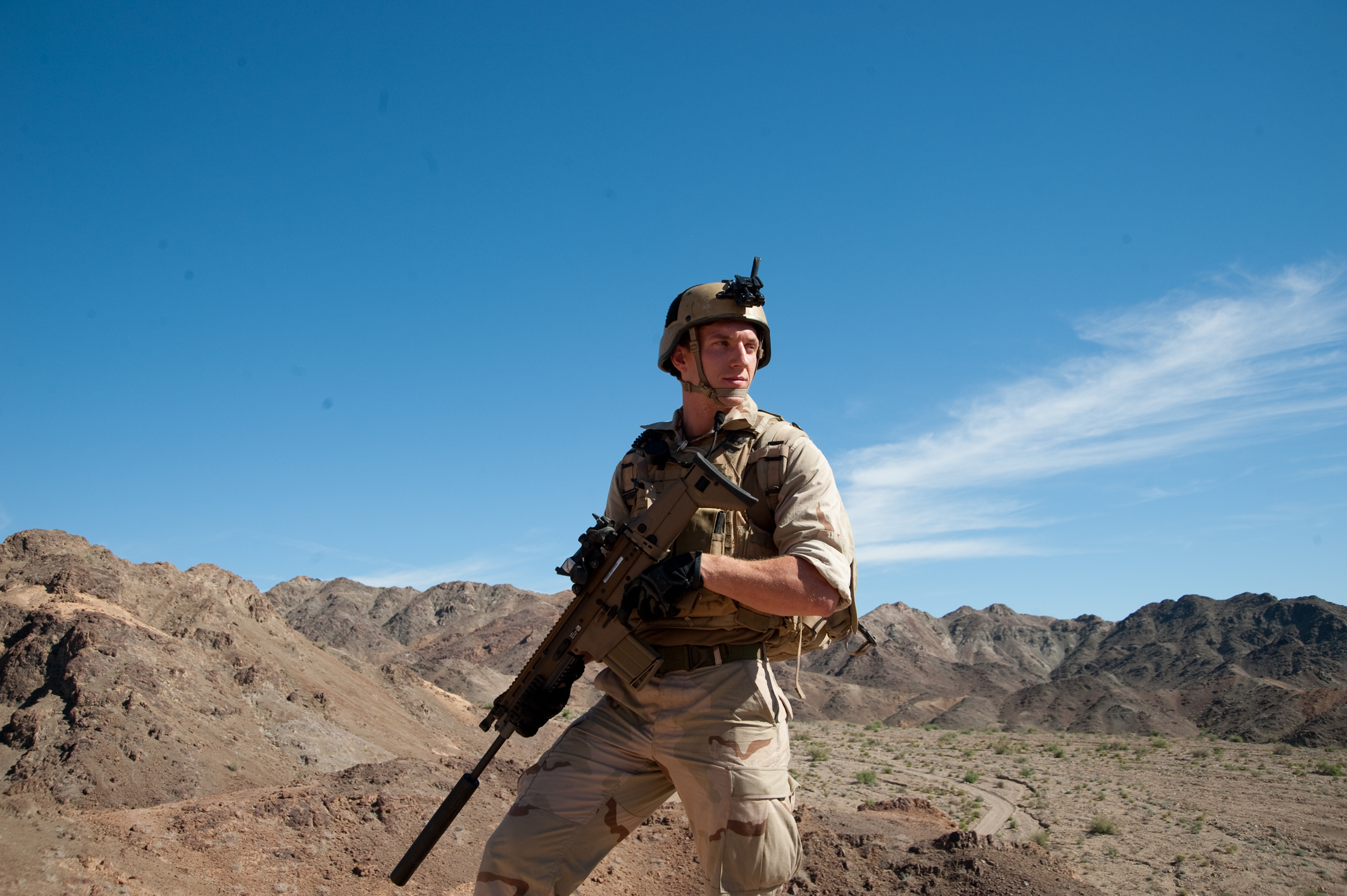

Está disponible en cuatro calibres diferentes y variantes de corto y largo alcance. Fue declarado ganador de la competencia organizada por el SOCOM, iniciada en 2003, para seleccionar un nuevo fusil para las unidades de operaciones especiales. Entre los demás competidores se encontraba Colt y Robinson Armament XCR. Heckler & Koch presentó el XM8 como opción de reemplazo para la carabina M4 y el fusil de asalto M16.

## Variantes

### Variantes militares
Soldado belga de la SFG armado con el SCAR-L con supresor
Soldado de la coalición estadounidense SOF con el rifle de apoyo de francotirador Mk 20 (SSR)
Soldado lituano con un SCAR-H PR
- SCAR-L (FN MK 16) - Fusil de asalto OTAN de 5,56 × 45 mm

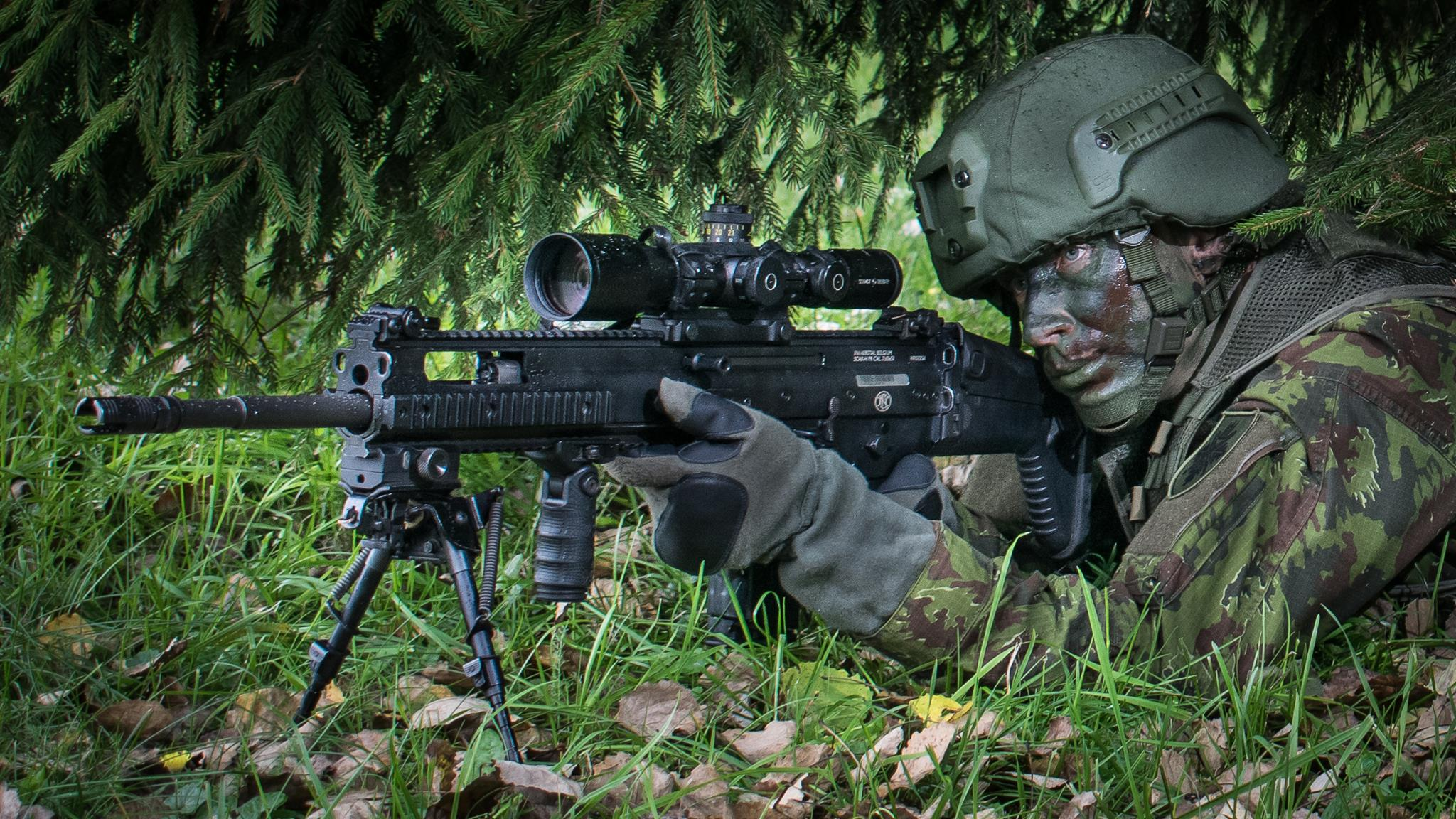

  - SCAR-L CQC (FN MK 16 CQC) (Combate cuerpo a cuerpo) - Cañón de 250 mm (10 pulgadas)
  - SCAR-L STD (FN MK 16) (estándar) - Cañón de 360 mm (14 pulgadas)
  - SCAR-L LB (FN MK 16 LB) (Barril largo) - Barril de 460 mm (18 pulgadas)
- SCAR PDW : variante de arma de defensa personal de la OTAN de 5,56 × 45 mm con un cañón de 170 mm (6,5 pulgadas) de longitud. Ya no está en producción y fue reemplazado por el SCAR-SC.
- SCAR-SC - Carabina subcompacta NATO / .300 Blackout de 5.56 × 45 mm . Pesa 3,1 kg (alrededor de 6,8 libras), tiene un cañón de 7,5 pulgadas y tiene una empuñadura de pistola sin apoyo para los dedos. Tiene un alcance efectivo más bajo de 200 metros. Estuvo disponible a mediados de 2018.
- SCAR-H (FN MK 17) - Rifle de batalla de la OTAN de 7,62 × 51 mm
  - SCAR-H CQC (FN MK 17 CQC) (Combate cuerpo a cuerpo) - Cañón de 330 mm (13 pulgadas)
  - SCAR-H STD (FN MK 17) (estándar): cañón de 410 mm (16 pulgadas)
  - SCAR-H LB (FN MK 17 LB) (Barril largo) - Barril de 510 mm (20 pulgadas)
- Rifles de precisión - 7,62 × 51 mm OTAN 
  -     - FN SCAR-H PR (rifle de precisión): cañón de 510 mm (20 pulgadas), gatillo semiautomático de dos etapas, culata plegable y empuñadura de pisto la M16A2.
    - FN SCAR-H TPR (Rifle de precisión táctica) (Rifle de apoyo de francotirador FN MK 20 SSR) - Cañón de 510 mm (20 pulgadas), gatillo semiautomático de dos etapas, culata fija ajustable y empuñadura de pistola M16A2.

#### Prototipos
- HAMR ( Rifle modular adaptable al calor ): rifle automático inscrito en la competencia de rifle automático de infantería del Cuerpo de Marines de los Estados Unidos . Finalmente fue derrotado por el rifle automático de infantería M27 , una variante de Heckler & Koch HK416 .
- FNAC ( FN Advanced Carbine ): el rifle de asalto de la OTAN de 5,56 mm entró en la competencia de carabina individual del ejército de EE. UU . La competencia se canceló antes de que se eligiera un arma ganadora.

### Variantes civiles
- SCAR 16S - Versión semiautomática NATO civil 5,56 × 45 mm del FN Mk 16. Se ofrece en color negro mate o tierra oscura plana (marrón).
- SCAR 17S - Versión civil semiautomática de 7,62 × 51 mm OTAN del FN Mk 17. Se ofrece en negro mate o en color tierra oscuro plano.
- SCAR 20S : versión civil semiautomática de 7,62 × 51 mm OTAN del FN Mk 20 SSR. Se ofrece solo en color tierra oscuro plano.
- SCAR 20S 6.5CM - Versión semiautomática Creedmoor civil de 6.5 mm del FN Mk 20 SSR. Se ofrece en color negro mate o tierra oscura plana.

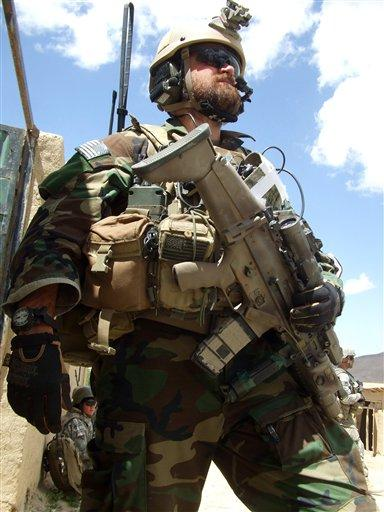
Oficial de Tácticas Especiales, en Afganistán, 2010.

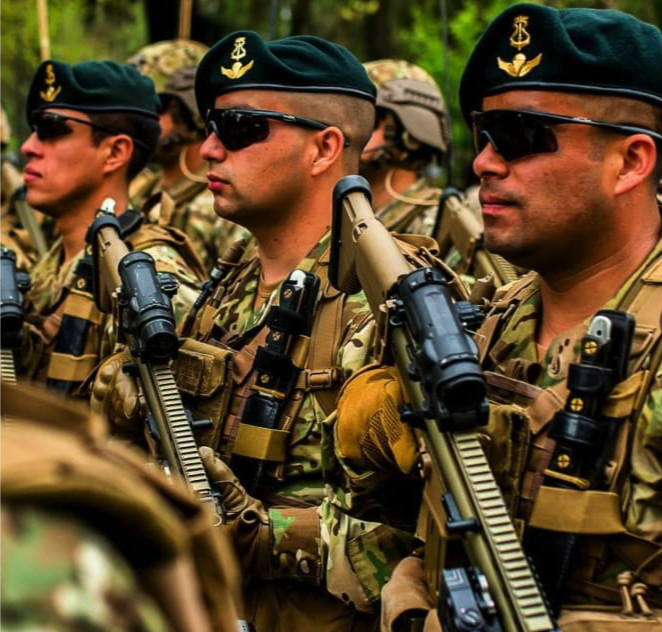
Comandos Infantes de Marina de la Armada de Chile.

El cajón de mecanismos del SCAR posee dos mitades; la inferior es de polímero y la superior es de aluminio. Asimismo cuenta con un riel de montaje integrado sobre la mitad superior, dos laterales remisibles y uno en la parte baja para ajustar accesorios. El punto de mira se pliega para no obstruir la visión con miras ópticas. Estos se fabrican en la planta de FN en Columbia, Carolina del Sur, Estados Unidos. Desde 2008 se ofrecen versiones semiautomáticas para uso civil y de agencias gubernamentales; marcadas como 16S (ligero) y 17S (pesado) (estas fabricadas en Bélgica e importadas).

## Aceptación
Fue seleccionado en 2004 para su uso por el SOFCARP (Special Operations Forces Combat Assault Rifle Program; en español Programa de fusil de asalto-combate para fuerzas de operaciones especiales). El Mk16, el Mk17 y el Mk13 fueron designados como apropiados y efectivos operacionalmente; como resultado de 5 semanas de uso intenso por parte de fuerzas del SOCOM a finales de 2008.

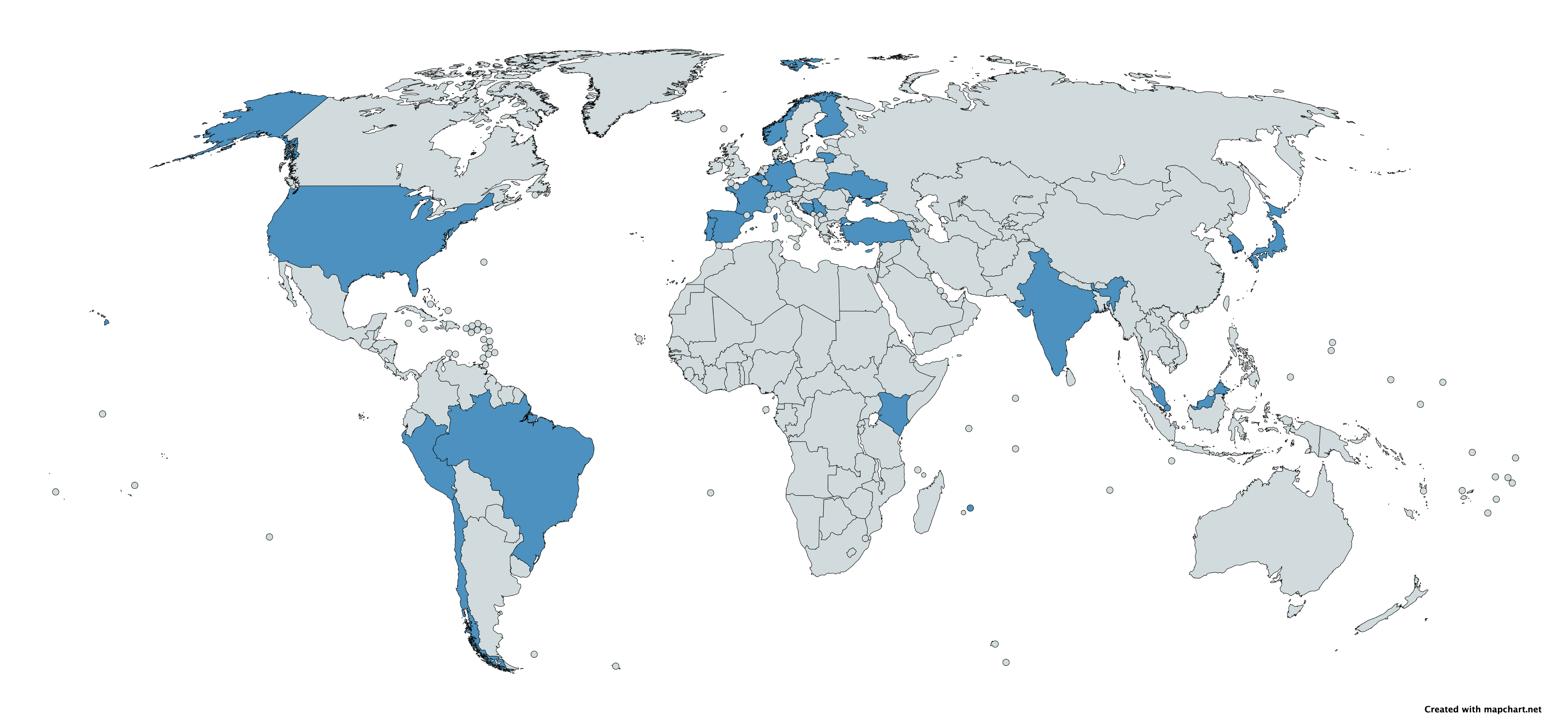
Usuarios del FN Scar

## Usuarios
- Alemania

Policía Federal Alemana
GSG 9
- Brasil

Policía Militar do Estado de São Paulo
- Chile

Cuerpo de Infantería de Marina (Chile), Comandos de Aviación de Chile.
- Corea del Sur

Ejército de la República de Corea
- España

Grupo Especial de Intervención  de los Mozos de Escuadra
- Estados Unidos

Oficina de Aduanas y Protección Fronteriza de los Estados Unidos
Grupo de Desarrollo de Guerra Naval Especial de los Estados Unidos
- Finlandia

- Francia

RAID
- Japón
- Kenia

- Lituania

- Honduras

- Mauricio
- Malasia

- México

Grupo Aeromóvil de Fuerzas Especiales del Alto Mando, Brigada de Fusileros Paracaidistas y Ejército Mexicano
- Noruega

- Perú

Ejército del Perú
Fuerza Aérea del Perú
Marina de Guerra del Perú
- Portugal

Ejército Portugués
- Serbia

Fuerzas Armadas de Serbia
- Singapur

Policía de Singapur
- Turquía

Ejército de Turquía
- Venezuela; se le ha visto en uso de uno de los alto mandos de la Dirección General de Contrainteligencia Militar (DGCIM)
- Ucrania